# Sumba (Zaire)
Sumba é uma vila angolana que se localiza na província do Zaire, pertencente ao município do Soio.
Até setembro de 2024 foi uma comuna do município do Soio.